# Metanéfricos
Metanéfricos é um tipo de rim próprio dos vertebrados mais desenvolvidos, como répteis, aves e mamiferos, não segmentado situado na região posterior do corpo e contendo unicamente néfrons, de onde filtram os produtos de excreção a partir do sangue.
O rim metanéfrico é um órgão excretor de vertebrados amniotas, em que se incluem mamíferos, répteis, aves, entre outros.